# Rhomboda kerintjiensis
Rhomboda kerintjiensis är en orkidéart som först beskrevs av Johannes Jacobus Smith, och fick sitt nu gällande namn av Paul Ormerod. Rhomboda kerintjiensis ingår i släktet Rhomboda och familjen orkidéer.
Artens utbredningsområde är Sumatera. Inga underarter finns listade i Catalogue of Life.